# Скрытая враждебность
Скрытая враждебность — форма агрессии или негативных чувств (враждебность), которые человек может чувствовать или выражать, но делает это неявно или скрыто, вместо того, чтобы открыто выражать свою недовольство или негодование. 

## Описание
Скрытая враждебность может проявляться через подсознательное поведение, пассивно-агрессивные реакции или маскировку негативных эмоций, и может иметь разные причины и проявления:
- Подавление эмоций: Человек может чувствовать сильную негативную эмоцию, но бояться выразить её открыто, бояться конфликта или негативных последствий.
- Прошлые обиды: Некоторые люди могут скрывать враждебность из-за давних обид или нерешенных конфликтов.
- Пассивно-агрессивное поведение: Это может включать в себя сарказм, иронию, игнорирование, молчание, уход от ответственности или подколы.
- Скрытые мотивы: Человек может скрывать свои настоящие намерения и планы, чтобы достичь своих целей, не вызывая подозрений.
- Конфликт интересов: В организационной среде скрытая враждебность может возникать из-за конфликта интересов между коллегами или подразделениями.

Чтобы справиться со скрытой враждебностью и создать более здоровые отношения, важно:
- Общаться открыто: попытаться установить открытый диалог с теми, с кем вы ощущаете скрытую враждебность, и выразить свои чувства и заботы.
- Разрешать конфликты: разобраться в корне конфликтов и применяйте конструктивные методы разрешения, такие как активное слушание и поиск компромиссов.
- Проявлять эмпатию: попытаться понять точку зрения других и их чувства, чтобы уменьшить напряженность и недоразумения.
- Развивать навыки общения: учиться эффективно выражать свои мысли и чувства без агрессии и враждебности.
- Искать поддержку: При необходимости обратитесь к профессиональному психологу или консультанту, чтобы помочь разобраться с проблемой скрытой враждебности.